# Ophioplinthaca manillae
Ophioplinthaca manillae är en ormstjärneart som beskrevs av Guille 1981. Ophioplinthaca manillae ingår i släktet Ophioplinthaca och familjen knotterormstjärnor. Inga underarter finns listade i Catalogue of Life.